# Ингода
Ингода̀ е река в Азиатската част на Русия, Южен Сибир, Забайкалски край, лява съставяща на река Шилка от басейна на Амур. Дължината ѝ е 708 km, която ѝ отрежда 95-о място по дължина сред реките на Русия.
Река Ингода води началото си от западното подножие на връх Сохондо, в североизточната част на планината Хентий, на 2112 m н.в., в югозападната част на Забайкалски край. В горното си течение (до село Ленински) протича в северна посока през югозападните части на Даурския хребет и хребета Черски, след това до град Чита (при 232 km) – в североизточна посока между хребета Черски на югоизток и Яблоновия хребет на северозапад. След град Чита завива на югоизток, а след това на изток, като проломява хребета Черски и Даурския хребет. В горното течение (до село Ленински) тече в тясна и дълбока (до 350 m) долина със стръмни склонове и бурно течение. По-надолу долината ѝ се разширява, става с правоъгълно сечение и плоско дъно. Появява се заливна тераса с ширина до 450 m, а коритото се разширява до 30 – 40 m и голямата си част е праволинейно с отделни свободни илир принудителни меандри. Тук реката придобива полупланински характер, като преминава периодично през долинни разширения и стеснения. В стесненията заливната и тераса става едностранна, фрагментарна, а на някои участъци липсва. В долинните разширения коритото се разделя на ръкави с острови между тях. След село Ленински започва средното течение на Ингода, което продължава до град Чита. В този участък реката отново преминава последователно през долинни разширения (до 2,5 km, ширина на коритото до 100 m) и междупланински стеснения. След село Улети долината на Ингода значително се разширява, течението силно меандрира, дели се на ръкави и протоци. След град Чита (при 232 km)започва долното течение на реката. Тук долината ѝ значително се стеснява и вдълбава в хребета черски и Даурския хребет. Заливната тераса е тясна, едностранна, а на повечето места липсва. При село Онон, на 496 m н.в. Ингода се съединява с идващата отдясно река Онон и двете заедно дават началото на река Шилка, лява съставяща на река Амур.
Водосборният басейн на Ингода има площ от 37,2 хил. km2, което представлява 18,06% от водосборния басейн на река Шилка и се простира в югозападната и централна част на Забайкалски край, в ниските планини на Източното Забайкалие. Климатът е рязко континентален: средна януарска температура от -20 °C до -24 °C (минимум -57 °C), средна юлска – +18 °C. Валежите са около 500 – 600 mm и падат предимно под формата на дъжд през лятото. Зимата валежите са оскъдни.
Водосборният басейн на Ингода граничи със следните водосборни басейни:
- на северозапад – водосборния басейн на река Енисей, вливаща се в Карско море;
- на север – водосборния басейн на река Лена, вливаща се в море Лаптеви;
- на североизток – водосборния басейн на река Нерча, ляв приток на Шилка;
- на югоизток и юг – водосборния басейн на река Онон, дясна съставяща на Шилка;

Река Ингода получава множество притоци с дължина над 10 km, като 4 от тях са с дължина над 100 km:
232 → Читинка 210 / 4200
200 → Кручинка 122 / 1820
189 ← Оленгуй 214 / 4070
146 ← Тура 101 / 42 050
Подхранването на реката е предимно дъждовно. Характерно е слабо пролетно пълноводие и епизодични летни прииждания в резултат на поройни дъждове, които многократно превишават пролетното пълноводие. Среден годишен отток в устието 123 m3/s, което като обем се равнява на 3,882 km3. Ингода замръзва в началото на ноември, а се размразява в края на април.
В горното си течение Ингода пресича слабонаселине планински територии, а в средното и долното течение плътността на населението по долината на реката значително нараства, като тук са разположени столицата на Забайкалски край град Чита; селищата от градски тип Атамановка, Дарасун и Каримское (районен център) и няколко десетки села, по-големи от които са: Улети (районен център), татаурово, Лесной Городок, Домни и др.
При високи води Ингода е плавателна на 232 km от устието да град Чита. Водите на реката масово се използват за комунално-битови и селскостопански цели и организация на спортни състезания. На протежение повече от 300 km по левия бряг на реката преминава участък от Транссибирската железопътна линия на Русия.
През 1654 г. руският казак Пьотър Бекетов по време на похода си от езерото Байкал на изток открива реката и пръв плава надолу по течението ѝ от днешния град Чита до устието ѝ. През 1675 г. дипломатическата мисия на Русия възглавявана от руския дипломат от румънски произход Николае Милеску по пътя си към Пекин отново проследява този участък от течение на реката, и Милеску прави първото ѝ описание. През 1895-98 г. руският геолог Александър Герасимов извършва детайлни геоложки и географски изследвания в източната част от басейна на реката и открива няколко хребета.